# Dreadatour
A Dreadatour című album a brit származású ICE MC 1996-ban megjelent stúdióalbuma, mely nem volt átütő siker, így a német albumlista 89. helyéig jutott. Az albumról két dal jelent meg kislemezen, a Music For Money, és a Give Me The Light című.

## Megjelenések
CD  Brazília Club Zone 531 466-1
- Give Me The Light	3:49
- New Style 2000	3:49
- The Vibe	4:42
- Skit No.1 Landlady	0:16
- Music For Money	4:17
- In The Sun	3:24
- Freaky Flow	3:31
- Skit No.2 Tarzan	0:17
- Tarzan	5:14
- Never Stop Believing	4:13
- Skit No.3 Supermarket	0:23
- Tell Me	5:16
- Anything Can Happen	3:29
- Double Or Quits	4:09
- It's Up To You	3:41
- On The Scene	3:39
- Nothing But Time	4:17
- Skit No.4 Outro Plane To Catch	0:28

## Slágerlista
| Slágerlista (1996) | Legmagasabb helyezés |
| ------------------ | -------------------- |
| Német albumlista   | 89                   |